# Sarah Langa Siu
Pour les articles homonymes, voir Langa et SIU.
Sarah Langa Siu (née vers 1979) est une avocate ougandaise. Elle est greffière en chef du système judiciaire ougandais depuis 2020.

## Enfance et formation
Elle fréquente les écoles ougandaises pour ses études primaires et secondaires. Elle est admise à l'université Makerere, la plus ancienne et la plus grande université publique d'Ouganda, où elle obtient un Bachelor of Laws. Elle obtient ensuite un diplôme de troisième cycle en pratique juridique du Law Development Center (en), à Kampala. Elle est également titulaire d'une Master of Laws décernée par l'université Makerere. En outre, elle est diplômée de l'Institut de gestion de l'Ouganda (en) avec un diplôme de troisième cycle en administration publique,.

## Carrière
Elle rejoint le système judiciaire en 2005, en tant que magistrat de grade I. Au fil du temps, elle gravit les échelons judiciaires jusqu'au niveau de greffière adjointe à la division civile de la Haute Cour d'Ouganda. C'est le poste qu'elle occupe avant d'être élevée à sa mission de greffière en chef du système judiciaire ougandais le 14 août 2020,. Son nouveau poste est au niveau de secrétaire permanente. Langa remplace Esta Nambayo, qui est nommée juge à la Haute Cour en 2019,.
En tant que greffière en chef (en), elle est le cinquième membre le plus haut placé du pouvoir judiciaire ougandais, derrière (1) le juge en chef, (2) le juge en chef adjoint, (3) le juge principal et (4) le secrétaire du pouvoir judiciaire. En tant que greffière en chef, elle supervise une équipe de greffiers pour assister le juge principal dans l'administration des tribunaux d'instance du pays. Le Greffier en chef est également le porte-parole du pouvoir judiciaire ougandais.

## Autres considérations
En 2014, sous sa direction en tant que greffière adjointe par intérim, la Division anti-corruption de la Haute Cour tient sa première journée portes ouvertes. La journée portes ouvertes est depuis adoptée comme l’une des activités marquant la Semaine internationale de lutte contre la corruption. En 2015, elle est récompensée pour ses performances exceptionnelles par le juge en chef de l'époque, Bart Magunda Katureebe (en).
Elle est membre du groupe de travail sur les droits de l'homme et la responsabilité du secteur de la justice, de l'ordre public (Justice Law and Order Sector, JLOS) en Ouganda. Elle est présidente du sous-comité de responsabilité du groupe.
Elle est également présidente, par intérim, du Centre for Transformative Parenting and Research, une organisation non gouvernementale ougandaise.